# Rankin Inlet
Rankin Inlet (en inuit Kangiqiniq) es la segunda ciudad más grande del territorio canadiense de Nunavut. Está ubicada en la parte occidental de la bahía de Hudson. Su población en el año 2006 daba un total de 2358 habs. y para el 2011 ésta descendía a los 2266 habs. Está ubicada en la costa occidental de la bahía de Hudson.

## Transporte
Esta ciudad es servida por el Aeropuerto de Rankin Inlet.

## Clima
| Parámetros climáticos promedio de Aeropuerto de Rankin Inlet (1981-2010) | Parámetros climáticos promedio de Aeropuerto de Rankin Inlet (1981-2010) | Parámetros climáticos promedio de Aeropuerto de Rankin Inlet (1981-2010) | Parámetros climáticos promedio de Aeropuerto de Rankin Inlet (1981-2010) | Parámetros climáticos promedio de Aeropuerto de Rankin Inlet (1981-2010) | Parámetros climáticos promedio de Aeropuerto de Rankin Inlet (1981-2010) | Parámetros climáticos promedio de Aeropuerto de Rankin Inlet (1981-2010) | Parámetros climáticos promedio de Aeropuerto de Rankin Inlet (1981-2010) | Parámetros climáticos promedio de Aeropuerto de Rankin Inlet (1981-2010) | Parámetros climáticos promedio de Aeropuerto de Rankin Inlet (1981-2010) | Parámetros climáticos promedio de Aeropuerto de Rankin Inlet (1981-2010) | Parámetros climáticos promedio de Aeropuerto de Rankin Inlet (1981-2010) | Parámetros climáticos promedio de Aeropuerto de Rankin Inlet (1981-2010) | Parámetros climáticos promedio de Aeropuerto de Rankin Inlet (1981-2010) |
| Mes                                                                      | Ene.                                                                     | Feb.                                                                     | Mar.                                                                     | Abr.                                                                     | May.                                                                     | Jun.                                                                     | Jul.                                                                     | Ago.                                                                     | Sep.                                                                     | Oct.                                                                     | Nov.                                                                     | Dic.                                                                     | Anual                                                                    |
| ------------------------------------------------------------------------ | ------------------------------------------------------------------------ | ------------------------------------------------------------------------ | ------------------------------------------------------------------------ | ------------------------------------------------------------------------ | ------------------------------------------------------------------------ | ------------------------------------------------------------------------ | ------------------------------------------------------------------------ | ------------------------------------------------------------------------ | ------------------------------------------------------------------------ | ------------------------------------------------------------------------ | ------------------------------------------------------------------------ | ------------------------------------------------------------------------ | ------------------------------------------------------------------------ |
| Temp. máx. abs. (°C)                                                     | −2.5                                                                     | −4.4                                                                     | 1.3                                                                      | 3.4                                                                      | 14.1                                                                     | 26.1                                                                     | 28.9                                                                     | 30.5                                                                     | 20.6                                                                     | 11.8                                                                     | 1.5                                                                      | 0.9                                                                      | '                                                                        |
| Temp. máx. media (°C)                                                    | −27.3                                                                    | −26.1                                                                    | −20.6                                                                    | −11.1                                                                    | −2.4                                                                     | 7.9                                                                      | 14.9                                                                     | 13.1                                                                     | 6.3                                                                      | −1.9                                                                     | -13.0                                                                    | −21.9                                                                    | −6.9                                                                     |
| Temp. media (°C)                                                         | −30.8                                                                    | −29.9                                                                    | -25.0                                                                    | −15.6                                                                    | −5.8                                                                     | 4.2                                                                      | 10.5                                                                     | 9.7                                                                      | 3.8                                                                      | −4.6                                                                     | -17.0                                                                    | −25.7                                                                    | −10.5                                                                    |
| Temp. mín. media (°C)                                                    | −34.4                                                                    | −33.6                                                                    | −29.2                                                                    | −20.1                                                                    | -9.0                                                                     | 0.5                                                                      | 6.1                                                                      | 6.2                                                                      | 1.3                                                                      | −7.3                                                                     | −20.9                                                                    | −29.4                                                                    | −14.2                                                                    |
| Temp. mín. abs. (°C)                                                     | −46.1                                                                    | −49.8                                                                    | −43.4                                                                    | −35.7                                                                    | −23.8                                                                    | −9.4                                                                     | −1.9                                                                     | −1.4                                                                     | -9.0                                                                     | −27.4                                                                    | −36.5                                                                    | −43.6                                                                    | '                                                                        |
| Precipitación total (mm)                                                 | 8.7                                                                      | 8.2                                                                      | 12.3                                                                     | 19.9                                                                     | 19.5                                                                     | 26.6                                                                     | 42.0                                                                     | 57.4                                                                     | 42.9                                                                     | 38.0                                                                     | 21.7                                                                     | 12.8                                                                     | 310.1                                                                    |
| Lluvias (mm)                                                             | 0.0                                                                      | 0.0                                                                      | 0.0                                                                      | 1.1                                                                      | 7.0                                                                      | 22.1                                                                     | 41.9                                                                     | 57.2                                                                     | 39.1                                                                     | 12.9                                                                     | 0.3                                                                      | 0.1                                                                      | 181.8                                                                    |
| Nevadas (cm)                                                             | 8.9                                                                      | 8.5                                                                      | 12.5                                                                     | 19.2                                                                     | 13.0                                                                     | 4.6                                                                      | 0.1                                                                      | 0.2                                                                      | 3.8                                                                      | 25.5                                                                     | 22.4                                                                     | 13.3                                                                     | 131.9                                                                    |
| Días de precipitaciones (≥ 0.2 mm)                                       | 7.8                                                                      | 6.6                                                                      | 9.0                                                                      | 8.5                                                                      | 8.7                                                                      | 7.7                                                                      | 10.4                                                                     | 13.2                                                                     | 12.7                                                                     | 14.9                                                                     | 12.6                                                                     | 10.0                                                                     | 122.1                                                                    |
| Días de lluvias (≥ 0.2 mm)                                               | 0.0                                                                      | 0.0                                                                      | 0.0                                                                      | 0.7                                                                      | 2.3                                                                      | 6.3                                                                      | 10.4                                                                     | 13.2                                                                     | 10.5                                                                     | 4.2                                                                      | 0.4                                                                      | 0.1                                                                      | 48.4                                                                     |
| Días de nevadas (≥ 0.2 cm)                                               | 7.8                                                                      | 6.7                                                                      | 9.0                                                                      | 8.2                                                                      | 7.1                                                                      | 2.0                                                                      | 0.1                                                                      | 0.1                                                                      | 3.3                                                                      | 12.4                                                                     | 12.5                                                                     | 10.0                                                                     | 79.3                                                                     |
| Humedad relativa (%)                                                     | 66.2                                                                     | 67.3                                                                     | 71.3                                                                     | 79.0                                                                     | 82.3                                                                     | 72.3                                                                     | 66.6                                                                     | 70.6                                                                     | 76.3                                                                     | 84.5                                                                     | 78.4                                                                     | 70.2                                                                     | 73.7                                                                     |
| Fuente: Environment Canada Canadian Climate Normals 1981–2010            |                                                                          |                                                                          |                                                                          |                                                                          |                                                                          |                                                                          |                                                                          |                                                                          |                                                                          |                                                                          |                                                                          |                                                                          |                                                                          |